# Flagowiec
Flagowiec (Semioptera wallacii) – gatunek średniej wielkości ptaka z rodziny cudowronek (Paradisaeidae). Jest gatunkiem endemicznym, występuje na wyspach Molukach, we wschodniej Indonezji. To najdalej na zachód wysunięty gatunek ptaka z rodziny cudowronek.

## Systematyka
George Robert Gray z Muzeum Brytyjskiego nazwał ten gatunek na cześć Alfreda Russela Wallace’a, brytyjskiego przyrodnika, autora The Malay Archipelago, który jako pierwszy Europejczyk opisał tego ptaka w 1858.
Flagowiec jest jedynym przedstawicielem rodzaju Semioptera. Wyróżniono dwa podgatunki S. wallacii:
- S. wallacii halmaherae – Halmahera (północne Moluki).
- S. wallacii wallacii – Bacan i Kasiruta (północne Moluki).

## Morfologia
Samce osiągają długość ciała 26 cm i masę 152–174 g; długość ciała samic to około 23 cm, a masa 126–143 g.
Upierzenie oliwkowo-brązowe. Samce mają błyszczące, fioletowo-liliowe czubki głów i szmaragdowo-zielone piersi. Najbardziej wyróżniają się dwie pary długich, białych piór, wychodzących od zagięcia skrzydła. Skromniej upierzona oliwkowo-brązowa samica jest mniejsza i ma dłuższy ogon od samca.

## Ekologia i zachowanie
Gatunek ten zamieszkuje lasy deszczowe pierwotne, wtórne i te poddawane wycince na nizinach i wzgórzach. Spotykany od poziomu morza do 1000–1200 m n.p.m.
Żywi się głównie owadami i innymi stawonogami oraz owocami.
Samce są poligamiczne. Gromadzą się i wykonują spektakularne powietrzne ewolucje.

## Status
Międzynarodowa Unia Ochrony Przyrody (IUCN) uznaje flagowca za gatunek najmniejszej troski (LC – least concern) od 2017; wcześniej, od 2014 klasyfikowano go jako gatunek bliski zagrożenia (NT – near threatened), od 2000 jako gatunek najmniejszej troski, a od 1988 jako gatunek bliski zagrożenia.
W ograniczonym terytorialnie środowisku, na którym występują, to pospolite ptaki. Są wymienione w II załączniku do Konwencji CITES.